# Mariam Lamizana
Pour les articles homonymes, voir Lamizana.
Mariam Lamizana, née le 26 juillet 1951 à Bobo-Dioulasso (Burkina Faso), est une femme politique et militante associative burkinabè.
Ministre de l’Action sociale de 2002 à 2006, elle s'engage dans la lutte contre l'excision. Depuis 2000, elle préside l'ONG burkinabè Voix de Femmes, qui promeut les droits des femmes et des enfants.
Elle est la fille de Sangoulé Lamizana, président de la Haute-Volta (actuel Burkina-Faso) de 1966 à 1980.

## Biographie

### Formation
Mariam Lamizana est titulaire d’un diplôme d’État d’assistance sociale de l’Institut de service social et de recherches sociales (ISSRS) de Montrouge, en France. Elle est également titulaire d’une maîtrise en sociologie de l'université Paris-XII.

### Parcours
De retour au Burkina en 1980, elle enseigne la sociologie à l’Institut national d'Éducation (aujourd’hui appelé Institut pédagogique du Burkina). En 1984, elle est appelée au ministère de l’Essor familial, où elle est affectée à la direction provinciale de l’essor familial du Houet (Bobo-Dioulasso). C'est à cette occasion qu'elle commence à s'engager pour la protection des droits de la femme et des enfants.
Elle est une pionnière de la lutte contre les mutilations génitales féminines (MGF) au Burkina Faso.
Depuis 2011, Mariam Lamizana est à la retraite, mais reste très active aux côtés des acteurs de la société civile pour la protection des droits des femmes et des enfants, notamment sur la question des violences liées au genre. Elle anime des conférences, des sessions de renforcement des compétences, et participe à des rencontres nationales et internationales au cours desquelles elle partage son expérience. C’est sous sa responsabilité que la lutte contre la pratique des mutilations génitales féminines au Burkina Faso s’est structurée, avec la mise en place des programmes et des structures de lutte sur l’ensemble du territoire.
Pour témoigner la reconnaissance de sa combativité, de son engagement depuis plusieurs années pour les droits des femmes et de tous les sacrifices qu’elle a consentis au plan familial professionnel pour la promotion de l’élimination des mutilations génitales féminines dans le monde, en Afrique et au Burkina Faso, le Fonds des Nations unies pour la population décerne depuis 2017 un «prix Mariam-Lamizana pour la promotion de l’élimination des MGF», qui récompense les meilleures productions des journalistes et communicateurs en matière de promotion de l’abandon des MGF,.
Elle est surnommée «Madame action sociale» en référence à la structure qu'elle a créé pour combattre les violences faites aux femmes et aux enfants au Burkina.
Mariam Lamizana est sélectionnée pour figurer sur la Rue des Etoiles de l'Avenue KWAMÉ NKRUMAH par le Comité Scientifique de Ouagadougou.

## Résumé des fonctions et mandats

### Au niveau supra-national
- 1988 - 1997: représentante du Burkina Faso auprès de la Commission des Nations unies pour la condition de la femme
- Présidente du Comité inter-africain sur les pratiques traditionnelles affectant la santé des femmes et des enfants (CI-AF), une organisation internationale qui promeut les pratiques traditionnelles positives mais lutte contre celles qui sont néfastes à la santé des femmes et des enfants.

### Au niveau national
- Octobre 2007 - 31 janvier 2011: conseillère aux Affaires sociales et humanitaires du représentant spécial du facilitateur en Côte d’Ivoire
- Juin 2002 - 6 janvier 2006: ministre de l’Action sociale et de la Solidarité nationale
- 18 avril 2001 - juin 2002: directrice générale de la Solidarité nationale au ministère de l’Action sociale et de la Solidarité nationale.
- 10 février 1997 - 2 juin 2000: première secrétaire permanente du Comité national de lutte contre la pratique de l'excision (CNLPE) au ministère de l’Action sociale et de la Famille (MASF).

## Distinctions
- 2009: Prix Sakharov du Parlement européen pour la liberté de penser [6].